# Mantova 1911 2025-2026
Questa voce raccoglie le informazioni riguardanti il Mantova 1911 nelle competizioni ufficiali della stagione 2025-2026.

## Stagione
Questa stagione rappresenta la 19ª partecipazione del Mantova al Campionato di Serie B, dopo la salvezza conseguita nella stagione precedente.
Il Mantova, salvatosi all'ultima giornata dello scorso campionato, decide di riconfermare l'assetto tecnico, seguendo il suo "progetto triennale". Pertanto, vengono riconfermati Davide Possanzini in panchina e Christian Botturi come direttore sportivo. Viene introdotta, inoltre, una nuova figura dirigenziale: il "club manager", ruolo interpretato da Sebastien De Maio.
Per quanto riguarda la rosa, il Mantova conferma il blocco che l'ha contraddistinto nello scorso campionato (quindi giocatori come Festa, Trimboli, Bragantini, Mancuso vengono riconfermati). Inoltre, il Mantova conduce un buonissimo mercato, combinando giocatori di esperienza con giocatori giovani e di prospettiva. Vengono ingaggiati Majer, Falletti, Pittino, Castellini, Marras, Caprini, Mantovani, Andrenacci e Mullen. Inoltre, il Mantova cede alcuni giocatori, i quali erano diventati simboli della promozione, partendo da Brignani (ceduto al Castellon per circa 1.5 milioni di euro), Muroni (ceduto all'Alcione Milano), Redolfi (ceduto al Cittadella) e ultimo, ma non per importanza, il capitano Salvatore Burrai (ceduto alle Dolomiti Bellunesi). Viene ceduto anche Solini. Inoltre, il Mantova cede in prestito tanti giocatori giovani per fargli fare esperienza in campionati minori  (Serie C o Serie D), tra i quali annoveriamo Sonzogni (in prestito all'Ospitaletto), Stambolliu (in prestito al Crema), e Fratti (in prestito al Desenzano). Infine, Argint viene svincolato dopo essere ritornato dal Mantova dal prestito alla Varesina.
Il Mantova, per la pre-season, come sede del ritiro ha scelto Mezzana-Mariileva, un paesino collocato tra il Trentino e l'Alto Adige. Il ritiro si svolge tra il 14 e il 27 luglio, dopo 4 giorni di allenamenti al Sinergy Center. Il Mantova propone alcune attività per i tifosi presenti, e organizza 4 amichevoli: Mantova-Rotaliana (6-0 Mantova), Mantova-Castiglione (seconda edizione del "Trofeo Pata", vinto 13-0 dal Mantova), Genoa-Mantova (3-2 Genoa) e Mantova-Arezzo (sorprendente 1-2 Arezzo). Inoltre, il Mantova ha organizzato altre due amichevoli: Mantova-Cesena (come parte del "Memorial Cappelletti", per commemorare il calciatore morto in un incidente nel 1999, militante, tra le altre, in Mantova, Cesena e Brescia, vinto 1-2 dal Cesena) e Lumezzane-Mantova.
Per quanto riguarda le attività extra-campo, il Mantova, in collaborazione col Comune di Mantova e la Lega Serie B, riesce ad organizzare l'evento di presentazione dei calendari di Serie B nella splendida cornice di Palazzo Te, luogo simbolo della città virgiliana, e una delle attività per i 500 anni della villa. La data prevista sarà il 30 luglio, alle ore 20:00.
La campagna abbonamenti di questa stagione viene presentata con lo slogan "Bella come Te". La campagna registra un grande successo iniziale, registrando 4667 abbonati nella sola fase di prelazione.
Il primo incontro ufficiale dei virgiliani si svolgerà il 16 agosto contro il Venezia, allo stadio Pier Luigi Penzo, per i trentaduesimi di finale di Coppa Italia, mentre la prima di Serie B sarà il 23 agosto contro il Monza, allo stadio Brianteo.
La stagione si apre con una pesantissima sconfitta in Coppa Italia, con un roboante 4-0 del Venezia ad eliminare i virgiliani, decisamente sottotono rispetto alle loro capacità.

## Divise e sponsor
Il nuovo sponsor tecnico è Adidas.
Gli sponsor presenti sulla maglia sono "Sinergy" (main sponsor), "Snack Pata" (co-jersey sponsor), "napoliuno" (sleeve sponsor) e "Verodol" (back sponsor).
La prima maglia è molto simile a quella dell'anno precedente: presenta una maglia bianca con una banda trasversale rossa, e un logo plastificato molto dettagliato, oltre alle classiche tre strisce che contraddistinguono i kit Adidas. Viene accompagnata da pantaloncini e calzettoni bianchi.
La seconda maglia invece, presenta una maglia rossa con una banda trasversale bianca, con tutti i colori della prima maglia invertiti. Viene accompagnata da pantaloncini e calzettoni rossi.
La terza maglia dev'essere ancora presentata.
In tutte le maglie è stato rimosso il colletto, altra modifica rispetto a quelle dell'anno precedente.

## Organigramma societario[29]
Area direttiva
- Presidente: Filippo Piccoli
- Responsabile amministrativo: Lorenzo Pegorin
- Ufficio amministrazione: Daniele Bertoncello

Area organizzativa
- Direttore operativo e segretario generale: Alessandro Raffa
- Delegato rapporti tifoseria e Disability Access Officer: Matteo Siliprandi
- Delegato alla Gestione dell’Evento: Andrea Poncato
- Vice Delegato alla Gestione dell’Evento: Laura Campeotto
- Segretario sportivo: Nicola Franchini
- Segretario organizzativo: Matteo Manfredini

Area comunicazione e marketing
- Responsabile comunicazione e addetto stampa: Ernesto Valerio
- Responsabile marketing: Giulia Rizzi
- Responsabile commerciale e marketing: Andrea Vincenti

Area tecnica
- Direttore tecnico: Christian Botturi
- Responsabile scouting: Vincenzo Talluto
- Team manager: Nicola Marchesi
- Club manager: Sebastian De Maio
- Accompagnatore: Marco Marocchi
- Allenatore: Davide Possanzini
- Allenatore in seconda: Andrea Massolini
- Preparatore dei portieri: Michele Arcari
- Preparatori atletici: Corrado Merighi, Nicola Pasin
- Match analyst: Nicolò Brenna

Area sanitaria
- Coordinatore area medica: Antonio Zanini
- Responsabile staff sanitario: Enrico Ballardini
- Medico sociale: Giuseppe Romeo
- Fisioterapisti: Antonio Bottardi, Simone Broglia, Lorenzo Raffaldini
- Osteopata: Edoardo Orlandi
- Nutrizionista: Mattia Broli

Area logistica
- Magazzinieri: Amos Mazzieri, Davide Tarabori

## Rosa[30]
Aggiornata al 17 agosto 2025.
| N. |                    | Ruolo | Calciatore          |
| -- | ------------------ | ----- | ------------------- |
| 1  | Italia (bandiera)  | P     | Marco Festa         |
| 3  | Italia (bandiera)  | D     | Valerio Mantovani   |
| 4  | Irlanda (bandiera) | D     | Senan Mullen        |
| 6  | Italia (bandiera)  | C     | Cristiano Bani      |
| 7  | Italia (bandiera)  | A     | Davis Mensah        |
| 8  | Italia (bandiera)  | C     | Federico Artioli    |
| 9  | Italia (bandiera)  | A     | Leonardo Mancuso    |
| 10 | Italia (bandiera)  | C     | David Wieser        |
| 11 | Italia (bandiera)  | A     | Antonio Fiori       |
| 14 | Italia (bandiera)  | A     | Francesco Galuppini |
| 16 | Italia (bandiera)  | A     | Federico Botti      |
| 17 | Italia (bandiera)  | D     | Nicolò Radaelli     |
| 18 | Uruguay (bandiera) | C     | César Falletti      |

| N. |                     | Ruolo | Calciatore          |
| -- | ------------------- | ----- | ------------------- |
| 19 | Italia (bandiera)   | A     | Francesco Ruocco    |
| 20 | Italia (bandiera)   | C     | Giacomo Fedel       |
| 21 | Italia (bandiera)   | C     | Simone Trimboli     |
| 22 | Italia (bandiera)   | P     | Lorenzo Andrenacci  |
| 23 | Italia (bandiera)   | A     | Tommaso Marras      |
| 27 | Italia (bandiera)   | D     | Alessio Castellini  |
| 28 | Italia (bandiera)   | A     | Maat Daniel Caprini |
| 29 | Italia (bandiera)   | D     | Stefano Cella       |
| 30 | Italia (bandiera)   | A     | Davide Bragantini   |
| 36 | Italia (bandiera)   | C     | Flavio Paoletti     |
| 37 | Slovenia (bandiera) | C     | Žan Majer           |
| 53 | Italia (bandiera)   | D     | Tommaso Pittino     |
| 96 | Italia (bandiera)   | D     | Tommaso Maggioni    |

## Calciomercato

### Sessione estiva (dal 1/7 al 31/8)
| Acquisti         | Acquisti            | Acquisti        | Acquisti      |
| R.               | Nome                | da              | Modalità      |
| ---------------- | ------------------- | --------------- | ------------- |
| P                | Lorenzo Andrenacci  | svincolato      | definitivo    |
| D                | Tommaso Pittino     | Genoa           | prestito      |
| D                | Valerio Mantovani   | Ascoli          | definitivo    |
| D                | Alessio Castellini  | Catania         | prestito      |
| D                | Senan Mullen        | Torino          | prestito      |
| C                | Žan Majer           | Cremonese       | definitivo    |
| A                | Tommaso Marras      | Caldiero Terme  | definitivo    |
| A                | César Falletti      | Cremonese       | definitivo    |
| A                | Maat Daniel Caprini | Fiorentina      | prestito      |
| Altre operazioni |                     |                 |               |
| R.               | Nome                | da              | Modalità      |
| C                | Gabriele Argint     | Varesina Calcio | fine prestito |

| Cessioni         | Cessioni          | Cessioni           | Cessioni   |
| R.               | Nome              | a                  | Modalità   |
| ---------------- | ----------------- | ------------------ | ---------- |
| D                | Fabrizio Brignani | Castellón          | definitivo |
| D                | Alex Redolfi      | Cittadella         | definitivo |
| D                | Matteo Solini     | Ravenna            | definitivo |
| C                | Mattia Muroni     | Alcione Milano     | definitivo |
| C                | Salvatore Burrai  | Dolomiti Bellunesi | definitivo |
| Altre operazioni |                   |                    |            |
| R.               | Nome              | a                  | Modalità   |
| P                | Luca Sonzogni     | Ospitaletto        | prestito   |
| P                | Cristiano Fratti  | Desenzano Calcio   | prestito   |
| C                | Matteo Stambolliu | Crema              | prestito   |
| C                | Gabriele Argint   |                    | svincolato |

## Risultati

### Serie B[32]
Aggiornato al 30 luglio 2025.

#### Girone di andata
| Monza 23 agosto 2025, ore 21:00 CEST 1ª giornata | Monza                 | – referto | Mantova | U-Power Stadium - Stadio Brianteo\| Arbitro: \| Andrea Colombo (Como) \| |
| Arbitro:                                         | Andrea Colombo (Como) |           |         |                                                                          |

| Mantova 30 agosto 2025, ore 19:00 CEST 2ª giornata | Mantova | – referto | Pescara | Stadio Danilo Martelli |

| Chiavari 14 settembre 2025, ore 15:00 CEST 3ª giornata | Virtus Entella | – referto | Mantova | Stadio Enrico Sannazzari |

| Mantova 20 settembre 2025, ore CEST 4ª giornata | Mantova | – referto | Modena | Stadio Danilo Martelli |

| Mantova 27 settembre 2025, ore CEST 5ª giornata | Mantova | – referto | Frosinone | Stadio Danilo Martelli |

| Castellammare di Stabia 30 settembre 2025, ore CEST 6ª giornata | Juve Stabia | – referto | Mantova | Stadio Romeo Menti (Castellammare di Stabia) |

| Avellino 4 ottobre 2025, ore CEST 7ª giornata | Avellino | – referto | Mantova | Stadio Partenio-Adriano Lombardi |

| Mantova 18 ottobre 2025, ore CEST 8ª giornata | Mantova | – referto | Südtirol | Stadio Danilo Martelli |

| Bari 25 ottobre 2025, ore CEST 9ª giornata | Bari | – referto | Mantova | Stadio San Nicola |

| Mantova 18 ottobre 2025, ore CEST 10ª giornata | Mantova | – referto | Catanzaro | Stadio Danilo Martelli |

| Genova 1 novembre 2025, ore CEST 11ª giornata | Sampdoria | – referto | Mantova | Stadio Luigi Ferraris |

| Mantova 8 novembre 2025, ore CEST 12ª giornata | Mantova | – referto | Padova | Stadio Danilo Martelli |

| Mantova 22 novembre 2025, ore CEST 13ª giornata | Mantova | – referto | Spezia | Stadio Danilo Martelli |

| Venezia 29 novembre 2025, ore CEST 14ª giornata | Venezia | – referto | Mantova | Stadio Pier Luigi Penzo |

| Mantova 8 dicembre 2025, ore CEST 15ª giornata | Mantova | – referto | Reggiana | Stadio Danilo Martelli |

| Cesena 13 dicembre 2025, ore CEST 16ª giornata | Cesena | – referto | Mantova | Orogel Stadium-Dino Manuzzi |

| Mantova 20 dicembre 2025, ore CEST 17ª giornata | Mantova | – referto | Empoli | Stadio Danilo Martelli |

| Carrara 27 dicembre 2025, ore CEST 18ª giornata | Carrarese | – referto | Mantova | Stadio dei Marmi |

| Mantova 10 gennaio 2026, ore CEST 19ª giornata | Mantova | – referto | Palermo | Stadio Danilo Martelli |

#### Girone di ritorno
| Padova 17 gennaio 2026, ore CEST 20ª giornata | Padova | – referto | Mantova | Stadio Euganeo |

| Mantova 24 gennaio 2026, ore CEST 21ª giornata | Mantova | – referto | Venezia | Stadio Danilo Martelli |

| Pescara 31 gennaio 2026, ore CEST 22ª giornata | Pescara | – referto | Mantova | Stadio Adriatico-Giovanni Cornacchia |

| Mantova 7 febbraio 2026, ore CEST 23ª giornata | Mantova | – referto | Bari | Stadio Danilo Martelli |

| Reggio Emilia 10 febbraio 2026, ore CEST 24ª giornata | Reggiana | – referto | Mantova | Mapei Stadium - Città del Tricolore |

| Catanzaro 14 febbraio 2026, ore CEST 25ª giornata | Catanzaro | – referto | Mantova | Stadio Nicola Ceravolo |

| Mantova 21 febbraio 2026, ore CEST 26ª giornata | Mantova | – referto | Sampdoria | Stadio Danilo Martelli |

| Mantova 28 febbraio 2026, ore CEST 27ª giornata | Mantova | – referto | Carrarese | Stadio Danilo Martelli |

| Palermo 3 marzo 2026, ore CEST 28ª giornata | Palermo | – referto | Mantova | Stadio Renzo Barbera |

| Mantova 7 marzo 2026, ore CEST 29ª giornata | Mantova | – referto | Juve Stabia | Stadio Danilo Martelli |

| Empoli 14 marzo 2026, ore CEST 30ª giornata | Empoli | – referto | Mantova | Stadio Carlo Castellani - Computer Gross Arena |

| Mantova 17 marzo 2026, ore CEST 31ª giornata | Mantova | – referto | Cesena | Stadio Danilo Martelli |

| Modena 21 marzo 2026, ore CEST 32ª giornata | Modena | – referto | Mantova | Stadio Alberto Braglia |

| Mantova 6 aprile 2026, ore CEST 33ª giornata | Mantova | – referto | Virtus Entella | Stadio Danilo Martelli |

| La Spezia 11 aprile 2026, ore CEST 34ª giornata | Spezia | – referto | Mantova | Stadio Alberto Picco |

| Mantova 18 aprile 2026, ore CEST 35ª giornata | Mantova | – referto | Avellino | Stadio Danilo Martelli |

| Bolzano 25 aprile 2026, ore CEST 36ª giornata | Südtirol | – referto | Mantova | Stadio Druso |

| Mantova 1 maggio 2026, ore CEST 37ª giornata | Mantova | – referto | Monza | Stadio Danilo Martelli |

| Frosinone 9 maggio 2026, ore CEST 38ª giornata | Frosinone | – referto | Mantova | Stadio Benito Stirpe |

### Coppa Italia
Aggiornato al 16 agosto 2025.

#### Turni eliminatori
| Arbitro: | Claudio Giuseppe Allegretta (Molfetta) |

|                              |           |  |
| Doumbia 17,45’ Yeboah 57,89’ | Marcatori |  |

## Andamento in campionato e statistiche
Aggiornato al 16 agosto 2025.

### Andamento in campionato
| Giornata  | 1 | 2 | 3 | 4 | 5 | 6 | 7 | 8 | 9 | 10 | 11 | 12 | 13 | 14 | 15 | 16 | 17 | 18 | 19 | 20 | 21 | 22 | 23 | 24 | 25 | 26 | 27 | 28 | 29 | 30 | 31 | 32 | 33 | 34 | 35 | 36 | 37 | 38 |
| --------- | - | - | - | - | - | - | - | - | - | -- | -- | -- | -- | -- | -- | -- | -- | -- | -- | -- | -- | -- | -- | -- | -- | -- | -- | -- | -- | -- | -- | -- | -- | -- | -- | -- | -- | -- |
| Luogo     | T | C | T | C | C | T | T | C | T | C  | T  | C  | C  | T  | C  | T  | C  | T  | C  | T  | C  | T  | C  | T  | T  | C  | C  | T  | C  | T  | C  | T  | C  | T  | C  | T  | C  | T  |
| Risultato |   |   |   |   |   |   |   |   |   |    |    |    |    |    |    |    |    |    |    |    |    |    |    |    |    |    |    |    |    |    |    |    |    |    |    |    |    |    |
| Posizione |   |   |   |   |   |   |   |   |   |    |    |    |    |    |    |    |    |    |    |    |    |    |    |    |    |    |    |    |    |    |    |    |    |    |    |    |    |    |

Legenda:

Luogo: C = Casa; T = Trasferta. Risultato: V = Vittoria; N = Pareggio; P = Sconfitta.

### Statistiche di squadra
| Competizione | Punti | In casa | In casa | In casa | In casa | In casa | In casa | In trasferta | In trasferta | In trasferta | In trasferta | In trasferta | In trasferta | Totale | Totale | Totale | Totale | Totale | Totale | DR |
| Competizione | Punti | G       | V       | N       | P       | Gf      | Gs      | G            | V            | N            | P            | Gf           | Gs           | G      | V      | N      | P      | Gf     | Gs     | DR |
| ------------ | ----- | ------- | ------- | ------- | ------- | ------- | ------- | ------------ | ------------ | ------------ | ------------ | ------------ | ------------ | ------ | ------ | ------ | ------ | ------ | ------ | -- |
| Serie B      |       |         |         |         |         |         |         |              |              |              |              |              |              |        |        |        |        |        |        |    |
| Coppa Italia |       | 0       | 0       | 0       | 0       | 0       | 0       | 1            | 0            | 0            | 1            | 0            | 4            | 1      | 0      | 0      | 1      | 0      | 4      | -4 |
| Totale       |       |         |         |         |         |         |         | 1            | 0            | 0            | 1            | 0            | 4            | 1      | 0      | 0      | 1      | 0      | 4      | -4 |

### Statistiche dei giocatori
| Giocatore     | Serie B  | Serie B | Serie B     | Serie B    | Coppa Italia | Coppa Italia | Coppa Italia | Coppa Italia | Totale   | Totale | Totale      | Totale     |
| Giocatore     | Presenze | Reti    | Ammonizioni | Espulsioni | Presenze     | Reti         | Ammonizioni  | Espulsioni   | Presenze | Reti   | Ammonizioni | Espulsioni |
| ------------- | -------- | ------- | ----------- | ---------- | ------------ | ------------ | ------------ | ------------ | -------- | ------ | ----------- | ---------- |
| M. Festa      | 0        | 0       | 0           | 0          | 0            | -4           | 0            | 0            | 0        | -4     | 0           | 0          |
| V. Mantovani  | 0        | 0       | 0           | 0          | 0            | 0            | 0            | 0            | 0        | 0      | 0           | 0          |
| C. Bani       | 0        | 0       | 0           | 0          | 0            | 0            | 1            | 0            | 0        | 0      | 1           | 0          |
| D. Mensah     | 0        | 0       | 0           | 0          | 0            | 0            | 0            | 0            | 0        | 0      | 0           | 0          |
| F. Artioli    | 0        | 0       | 0           | 0          | 0            | 0            | 0            | 0            | 0        | 0      | 0           | 0          |
| L. Mancuso    | 0        | 0       | 0           | 0          | 0            | 0            | 0            | 0            | 0        | 0      | 0           | 0          |
| D. Wieser     | 0        | 0       | 0           | 0          | 0            | 0            | 0            | 0            | 0        | 0      | 0           | 0          |
| A. Fiori      | 0        | 0       | 0           | 0          | 0            | 0            | 0            | 0            | 0        | 0      | 0           | 0          |
| F. Galuppini  | 0        | 0       | 0           | 0          | 0            | 0            | 0            | 0            | 0        | 0      | 0           | 0          |
| F. Botti      | 0        | 0       | 0           | 0          | 0            | 0            | 0            | 0            | 0        | 0      | 0           | 0          |
| N. Radaelli   | 0        | 0       | 0           | 0          | 0            | 0            | 1            | 0            | 0        | 0      | 1           | 0          |
| C. Falletti   | 0        | 0       | 0           | 0          | 0            | 0            | 0            | 0            | 0        | 0      | 0           | 0          |
| F. Ruocco     | 0        | 0       | 0           | 0          | 0            | 0            | 0            | 0            | 0        | 0      | 0           | 0          |
| G. Fedel      | 0        | 0       | 0           | 0          | 0            | 0            | 0            | 0            | 0        | 0      | 0           | 0          |
| S. Trimboli   | 0        | 0       | 0           | 0          | 0            | 0            | 1            | 0            | 0        | 0      | 1           | 0          |
| L. Andrenacci | 0        | 0       | 0           | 0          | 0            | 0            | 0            | 0            | 0        | 0      | 0           | 0          |
| T. Marras     | 0        | 0       | 0           | 0          | 0            | 0            | 0            | 0            | 0        | 0      | 0           | 0          |
| A. Castellini | 0        | 0       | 0           | 0          | 0            | 0            | 0            | 0            | 0        | 0      | 0           | 0          |
| M. Caprini    | 0        | 0       | 0           | 0          | 0            | 0            | 0            | 0            | 0        | 0      | 0           | 0          |
| S. Cella      | 0        | 0       | 0           | 0          | 0            | 0            | 0            | 0            | 0        | 0      | 0           | 0          |
| D. Bragantini | 0        | 0       | 0           | 0          | 0            | 0            | 0            | 0            | 0        | 0      | 0           | 0          |
| F. Paoletti   | 0        | 0       | 0           | 0          | 0            | 0            | 0            | 0            | 0        | 0      | 0           | 0          |
| Ž. Majer      | 0        | 0       | 0           | 0          | 0            | 0            | 1            | 0            | 0        | 0      | 1           | 0          |
| T. Pittino    | 0        | 0       | 0           | 0          | 0            | 0            | 0            | 0            | 0        | 0      | 0           | 0          |
| T. Maggioni   | 0        | 0       | 0           | 0          | 0            | 0            | 0            | 0            | 0        | 0      | 0           | 0          |
| E. Panizzi    | 0        | 0       | 0           | 0          | 0            | 0            | 0            | 0            | 0        | 0      | 0           | 0          |